# قانون دوم مور
قانون راک یا قانون دوم مُور (به انگلیسی: Rock's law or Moore's second law) که به نام آرتور راک یا گوردون مور نامگذاری شده‌است، می‌گوید که هزینه تولیدگاه برساخت تراشه نیم‌رسانا هر چهار سال دو برابر می‌شود. از سال ۲۰۱۵، قیمت پیش از این به حدود ۱۴ میلیارد دلار رسیده بود.
قانون راک را می‌توان جنبه اقتصادی قانون مور (اولین) دانست - که تعداد ترانزیستورها در یک مدار مجتمع فشرده هر دو سال دو برابر می‌شود. مورد دوم نتیجه مستقیم رشد مداوم صنعت نیم‌رسانای پرمصرف است — محصولات نوآورانه و محبوب به معنای سود بیشتر است، به معنی سرمایه بیشتر در دسترس برای سرمایه‌گذاری در سطوح بالاتر یکپارچه‌سازی در مقیاس بزرگ، که به نوبه خود منجر به ایجاد حتی محصولات نوآورانه تر می‌شود.
صنعت نیمه هادی با کاهش هزینه‌های واحد تولید، همیشه سرمایه‌ساز بوده‌است؛ بنابراین، محدودیت‌ها برای رشد نهایی صنعت، حداکثر سرمایه قابل سرمایه‌گذاری در محصولات جدید را محدود می‌کند. در برخی موارد، قانون راک با قانون مور تلاقی خواهد کرد.
گفته شده‌است که هزینه‌های تولیدگاه برساخت به سرعتی که قانون راک پیش‌بینی کرده‌است افزایش پیدا نکرده‌اند - در واقع در اواخر دهه ۱۹۹۰ کفه کردن (به انگلیسی: plateauing) - و همچنین هزینه تولیدگاه برساخت هر ترانزیستور (که روند نزولی آشکار نشان داده‌است) ممکن است بیشتر به عنوان محدودیت در قانون مور مرتبط باشد.